# Emile Eddé
Emile Eddé (1953 - 1986) foi um ator brasileiro de origem francesa. Esteve na novela “Um Sonho a Mais” exibida em 1985.
No cinema, atuou nos filmes “Além da Paixão”, lançado em 1986, após sua morte; “Gabriela, Cravo e Canela” (1983), interpretando o Poeta Argileu e “Das Tripas Coração” (1982).
Emile Edde faleceu em decorrência da AIDS,  em 1986, aos 32 anos. Foi sepultado no Cemitério da Paz, em Morumbi, São Paulo.